# Temeswarer Wasserschub
Ein Temeswarer Wasserschub war eine organisierte Umsiedlung innerhalb der Habsburgermonarchie. In den 1750er Jahren wurden elf sogenannte Wasserschübe dokumentiert.
Unter Maria Theresia wurden vor allem Personen, die nicht unmittelbar der Gerichtsbarkeit zugeführt werden konnten, darunter Landstreicher, Prostituierte, Wilderer, Schmuggler oder aufsässige Bauern mit Schiffen donauabwärts (daher die Bezeichnung Wasserschub) gebracht und im Banat angesiedelt, einer historische Region im südöstlichen Mitteleuropa, die heute in den Staaten Rumänien, Serbien und Ungarn liegt.
Zwischen 1744 und 1768 wurde je ein Transport im Frühjahr und Herbst durchgeführt und dabei  insgesamt 3.130 Personen nach Temeswar (Timișoara) deportiert, einer Stadt im westlichen Rumänien, die das historische, wirtschaftliche und kulturelle Zentrum des Banats darstellt.